# Kropáčova Vrutice (stacja kolejowa)
Kropáčova Vrutice – stacja kolejowa w miejscowości Kropáčova Vrutice, w kraju środkowoczeskim, w Czechach. Znajduje się na wysokości 225 m n.p.m..
Jest zarządzana przez Správę železnic. Na stacji istnieje możliwości zakupu biletów i rezerwacji miejsc. 

## Linie kolejowe
- 070 Praha – Turnov